# Barque monoxyle de Hanson
La barque monoxyle de Hanson est une embarcation monoxyle de l'âge du bronze découverte dans une gravière de Shardlow, dans le comté anglais du Derbyshire. Elle se trouve aujourd'hui au Derby Museum and Art Gallery.

## Description
La barque a été découverte dans la gravière de Hanson, à Shardlow, un village au sud de Derby, en 1998. Presque complète, elle a toutefois été légèrement endommagée par la machine d'extraction, avant que son importance ait été comprise. Elle remonte à 3 500 ans avant le présent. Très pesante, elle a dû être sciée en plusieurs sections pour pouvoir être transportée et mise en lieu sûr. Une grande partie de son poids était due à la boue qui protégeait le bois et l'avait préservé du pourrissement. Le bois a été mis à sécher lentement à l'York Archaeological Trust, après avoir été immergé pendant 18 mois dans le polyéthylène glycol, produit chimique destiné à le solidifier.
De façon inhabituelle, la barque avait encore son chargement : il était constitué de grès de Bromsgrove, issu des carrières voisines de King's Mill et probablement destiné à renforcer une chaussée qui traversait la Trent.
Après un traitement de conservation complet d'un coût de 119 000 livres sterling, la barque a été placée au musée de Derby. Une seconde embarcation monoxyle a été découverte dans la gravière cinq ans plus tard, mais y a été réenfouie pour en assurer la préservation.

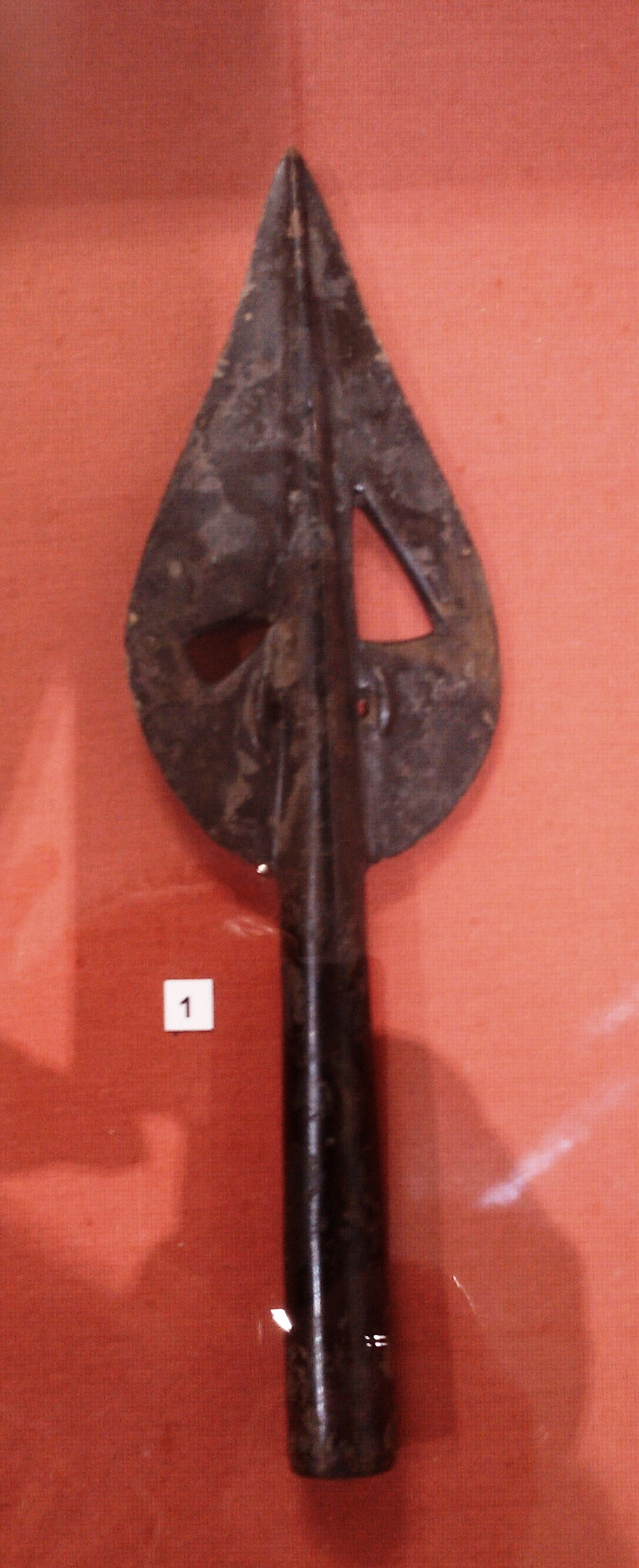
Tête de lance ornementale de style irlandais.

La présentation du musée de Derby comprend également des objets métalliques trouvés au cours des activités d'extraction à Shardlow. La plupart datent du Bronze moyen et ont été découverts par les détecteurs de métaux placés sur les tapis de convoyage. Toutefois, dans un cas, l'artefact a été identifié par l'acheteur d'un sac de sable et c'est en suivant la chaîne d'approvisionnement qu'il a été possible de remonter jusqu'à la carrière de Shardlow. L'un de ces objets est une tête de lance dont la conception paraît dénoter une influence irlandaise et qui est considérée comme d'usage plutôt ornemental que guerrier. Le grand nombre de haches et d'épées brisées découvertes est attribué à des rituels d'offrande au cours desquels des objets de valeur étaient jetés à l'eau.